# 57509 Sly
57509 Sly este o planetă minoră (asteroid) din centura de asteroizi. A fost descoperită pe 16 septembrie 2001 la Observatorul Palomar de Near Earth Asteroid Tracking. 
Obiectul prezintă o orbită caracterizată de o semiaxă mare de 2,5867580221571 UAi, o excentricitate de 0,19, o înclinație de 13,2 ° în raport cu ecliptica.